# La Florida, Las Margaritas
La Florida är en ort i Mexiko.   Den ligger i kommunen Las Margaritas och delstaten Chiapas, i den sydöstra delen av landet, 800 km öster om huvudstaden Mexico City. La Florida ligger 2 090 meter över havet och antalet invånare är 194.
Terrängen runt La Florida är huvudsakligen kuperad, men österut är den bergig. Runt La Florida är det ganska glesbefolkat, med 30 invånare per kvadratkilometer. Närmaste större samhälle är Mexiquito, 16,1 km väster om La Florida. I omgivningarna runt La Florida växer i huvudsak städsegrön lövskog.